# Мошинский, Август Фредерик
Граф Август Фредерик Мошинский (25 января 1731, Дрезден — 11 июня 1786, Падуя) — польский государственный деятель, аристократ и архитектор. Стольник великий коронный (1752—1775), староста иновлудзский и димерский.

## Биография
Происходил из мазовецкого шляхетского рода Мошенских герба «Наленч». Старший сын великого подскарбия коронного Яна Кантия Мошенского (1690—1737) и Фредерики Августы фон Козель (1709—1784). Его мать была внебрачной дочерью польского короля Августа II Сильного и его фаворитки, графини Анны Констанции фон Козель. Его младший брат — маршалок великий коронный Фредерик Юзеф Мошинский (1738—1817).
Носил графский титул, который Август Сильный передал своей дочери и её потомству. В 1737 году потерял отца и находился под опекой первого министра графа Генрика фон Брюля. Учился в военной школе в Дрездене, затем изучал архитектуру под руководством известного итальянского архитектора Гаэтано Киавери.
Позднее Август Фредерик Мошинский посетил Францию, Англию и Италию. В 1750 году вернулся на родину, где получил должность старосты иновлудзского и был избран послом (депутатом) на сейм от Инфлянт.
После смерти Игнацы Гумиецкого, 6 июня 1752 года Август Мошинский получил вакантную должность столника великого коронного. 19 января 1755 года польский король Август III Веттин наградил его орденом Белого Орла, который был потерян в пути, и только через месяц Август Фредерик Мошинский получил второй орден.
У него было две страсти — женщины и алхимия, на которые он растратил своё состояние. В 1754 году продал иновлудзское староство своему родственнику Леону Мошинскому. После смерти каштеляна киевского Казимира Стецкого получил во владение от короля в 1757 году на Украине староство димерское, которое продал генерал-майору Евстафию Потоцкому. Также получил королевские имения: Сецехув, Гржеде и Гомулец под Львовом, проданные воеводе киевскому Станиславу Любомирскому.
В начале 1765 года Август Фредерик Мошинский приехал в Варшаву, где получил аудиенцию у нового польского короля Станислава Августа Понятовского, а 8 мая был награждён орденом Святого Станислава. 10 января 1765 года польский король основал монетную комиссию, в состав которой и вошел стольник Август Мошинский. Последний основал компанию: Мошинский, Теппер, Швайгер (банкир из Берлина) и барон Гартенберг (Германия). Они собрали 400 000 талеров, а 27 июля и 1 августа подписали контракт с польским королём. Гартенберг стал менеджером монетного двора в Кракове, где чеканил медные монеты, а Август Фредерик Мошинский — в Варшаве (чеканка золотых и серебряных монет). Вскоре барон Гартенберг, получив поддержку прусского капитала, получил контроль над монетным двором в Варшаве. Станислав Август Понятовский подарил Августу Мошинскому богатые имения в Брацлавском воеводстве.
В 1769 году граф Август Фредерик Мошинский был избран великим магистром масонской ложи в Польше. Разделил ложу на три части: немецкую, французскую и польскую, которые получили названия: «Trzech Braci, Doskonałego Milczenia и Cnotliwego Sarmaty».
В январе 1775 года отказался от должности стольника великого коронного в пользу Франтишека Каетана Волчкевича-Олизара. Король включил Мошинского в состав Постоянного Совета. В 1781 году стал главным руководителем польских актеров.
Август Фредерик Мошинский был директором художественной коллекции короля Станислава Августа Понятовского. Архитектор-любитель, коллекционер произведений искусства, теоретик садоводства. Он разработал концепцию озеленения Уяздовского дворца в Варшаве. Был членом финансового совета и монетной комиссии.
С 1755 года был женат на Теофиле Потоцкой, дочери воеводы киевского Станислава Потоцкого (1698—1760) и Елены Замойской (ум. 1761). В 1764 году супруги развелись. В браке у них родился единственный сын Ян Непомуцен Мошинский.